# Puppenhaus Gienanth
Das Puppenhaus Gienanth wurde in den 1880er Jahren für die Töchter der Industriellenfamilie Gienanth gefertigt und stellt in seiner handwerklichen Ausstattung einen Höhepunkt der Entwicklung des Puppenhausbaus dar.

## Geschichte
Das Puppenhaus wurde von Elise Gienanth (1853–1920), Tochter des Industriellen Friedrich Engelhorn (1821–1902), für ihre drei Töchter, Ilma, Martha und Hertha, in Auftrag gegeben. Es entstand 1883 bis 1885 in mehreren Abschnitten, die jährlich als Weihnachtsgeschenk hinzugefügt wurden. Ausführender Handwerker war Carl Philipp Lemaire. Präsentiert wurde das Puppenhaus im Salon der Familie – also nicht im Kinderzimmer –, es wurde also auch als Sammlungsgegenstand betrachtet und behandelt, nicht ausschließlich als Kinderspielzeug und blieb auch nach der Heirat der Töchter im elterlichen Haus. Später übernahm Hertha das Puppenhaus. Ihre Ehe blieb kinderlos und sie vererbte es an eine Nichte. 1962/63 wurde es restauriert. Aus dieser Zeit stammen die Tapeten.
Das Puppenhaus war 1978 bis 1990 im Haus Isenburg, dem Heimatmuseum der Stadt Eisenberg, ausgestellt und kann seit 1997 im Restaurant Seehaus Forelle am Eiswoog bei  Ramsen besichtigt werden.

## Architektur und Einrichtung
Das Puppenhaus hat eine Breite von 339 cm und eine Tiefe von 50 cm. Es besteht aus zwei unterschiedlich großen Flügeln, beide zweigeschossig, die mit einem Treppenhaus verbunden sind, dessen Erdgeschoss-Ebene zugleich als Badezimmer dient. In jedem Flügel befinden sich im Erdgeschoss jeweils zwei Räume mit einer Raumhöhe von 50 cm und je zwei Räume von 42 cm Höhe im Obergeschoss. Das Puppenhaus wird von einem verglasten Walmdach gedeckt, bekrönt von Geländern. An der rechten Seite befinden sich eine Veranda und ein Balkon. Das Puppenhaus steht auf zwei dunkelbraun gebeizten Tischen.
| Ebene | Großer Flügel       | Großer Flügel | Treppenhaus                     | Kleiner Flügel | Kleiner Flügel |
| ----- | ------------------- | ------------- | ------------------------------- | -------------- | -------------- |
| OG    | Herrenzimmer        | Billardzimmer | Treppe                          | Kinderzimmer   | Schlafzimmer   |
| EG    | Hauswirtschaftsraum | Küche         | Treppe (mit Badewanne und Ofen) | Brauner Salon  | Roter Salon    |

Ausgestattet ist das Puppenhaus mit einer breiten Palette von Spielzeug, das vorwiegend aus Thüringen und dem Erzgebirge stammt, gefertigt aus vielfältigen Materialien: Zinn, Porzellan, Glas und Textilien.
Das Puppenhaus stellt in seiner handwerklichen Ausführung und Ausstattung einen Höhepunkt der Entwicklung des Puppenhauses dar und repräsentiert einen großbürgerlichen Haushalt der Gründerzeit. Es ist ein Kulturdenkmal aufgrund § 8 Absatz 1 Nummer 2 des rheinland-pfälzischen Denkmalschutzgesetzes.